# Ixobrychus flavicollis
Ixobrychus flavicollis е вид птица от семейство Чаплови (Ardeidae).

## Разпространение
Видът е разпространен в Австралия, Бангладеш, Бруней, Виетнам, Индия, Индонезия, Източен Тимор, Камбоджа, Китай, Лаос, Малайзия, Малдивите, Мианмар, Непал, Пакистан, Папуа Нова Гвинея, Сингапур, Соломоновите острови, Тайланд, Филипините, Шри Ланка и Япония.